# Hidrografia da Guiana

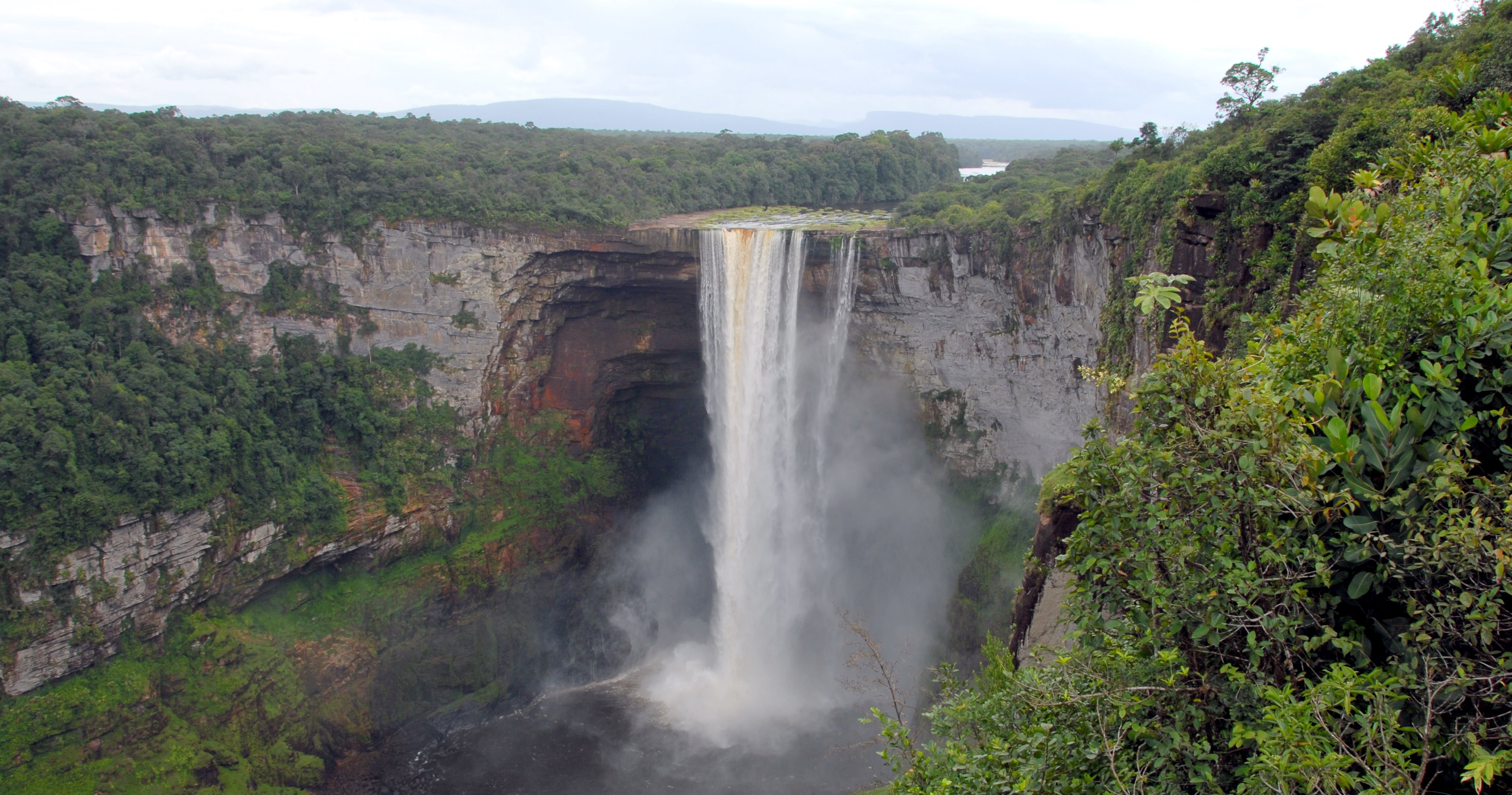
Cataratas de Kaieteur.

A Hidrografia da Guiana é banhada por quatro rios principais, o Corentyne, o Berbice, o Demerara e o Essequibo. Todos correm de Sul  para o Norte , desembocando no Atlântico. São célebres as cataratas de Kaieteur (226m de altura), no rio Potaro, e as de Kamaria.